# Sejmokracja
Sejmokracja – potoczne określenie ustroju Rzeczypospolitej Polskiej od uchwalenia Konstytucji marcowej w 1921 r. do przewrotu majowego w 1926 r.
Konstytucja marcowa, dając niezwykle duże uprawnienia parlamentowi, a zwłaszcza izbie niższej – Sejmowi (m.in. szerokie uprawnienia ustawodawcze i kompetencje kreacyjne, zakaz badania ważności ustaw przez sądy), czyniła z niego dominujący organ państwa i osłabiała bardzo władzę wykonawczą. To, a także rosnące przekonanie posłów o własnej wszechwładzy, doprowadziło do osłabienia mechanizmów demokratycznych i zagrożenia anarchią.
Krytyka sejmokracji i rozczarowanie modelem ustrojowym państwa stały się główną przyczyną przeprowadzenia przez Józefa Piłsudskiego przewrotu majowego. Nowela sierpniowa i rządy sanacji spowodowały zmianę ustroju (znaczny spadek znaczenia parlamentu oraz wzmocnienie egzekutywy, zwłaszcza prezydenta).